# 경입자수
입자물리학에서 경입자수(輕粒子數) 또는 렙톤수(lepton 數)란 입자의 가법(加法, additive) 양자수의 하나로, 입자에 들어 있는 렙톤의 수와 반렙톤 수의 차이다. 기호는 L.
카원-라이너스 중성미자 실험을 설명하기 위해 도입된 개념이다.

## 보존
중성미자 진동이 아닌 한 다음 세 항은 각각 보존된다. 중성미자 진동에서도 세 항의 합은 보존된다.
- Le , 전자수, 전자 + 전자 중성미자;
- Lμ , 뮤온수, 뮤온 + 뮤온 중성미자;
- Lτ , 타우온수, 타우 입자 + 타우 중성미자.

우주에서 만물이 생겨났을 때처럼, 경입자수가 보존되지 않는 경우가 존재한다. 그러나 B - L은 보존된다.

## 같이 보기
- 중입자수